# Soko (chanteuse)
Pour les articles homonymes, voir Soko.
Stéphanie Sokolinski, généralement dite Soko, est une auteure-compositrice-interprète, musicienne et actrice française, née le 26 octobre 1985 à Bordeaux.
Elle sort son premier single I'll Kill Her en 2007. Il a connu un succès dans plusieurs pays européens ainsi qu’en Australie et a été inclus sur son premier EP Not Sokute (2007). Son premier album studio I Thought I Was an Alien est sorti en 2012 et contient le single We Might Be Dead by Tomorrow, qui a culminé à la neuvième place du Billboard Hot 100.
Les années suivantes ont vu la sortie de ses deuxième et troisième albums studio My Dreams Dictate My Reality (en) (2015) et Feel Feelings (en) (2020).
En tant qu’actrice, Soko a commencé à apparaître dans un certain nombre de productions françaises au début des années 2000 et a remporté le César du meilleur espoir féminin en 2010 pour son rôle dans le film À l'origine de Xavier Giannoli (2009). Elle a remporté le Courage in Acting Award aux Women Film Critics Circle Awards et le prix de la meilleure actrice au Festival du film de Mar del Plata pour son rôle d’Augustine dans le film du même nom. Elle est ensuite apparue dans le court métrage First Kiss, qui comprenait We Might Be Dead by Tomorrow et a contribué au succès de la chanson. Son rôle de Loïe Fuller dans le film La Danseuse lui vaut d'être nommée Meilleure actrice pour le prix Lumière et meilleur espoir féminin aux César.

## Biographie

### Enfance
Stéphanie Alexandra Mina Sokolinski naît à Bordeaux le 26 octobre 1985,. Elle vient d'une fratrie de 5 enfants.
Son père est russo-polonais et sa mère franco-italienne. Dans une interview, elle déclare : « La moitié de ma famille est morte dans les camps de concentration. Je ressens vraiment le traumatisme juif. Je n’ai même pas été élevée comme juive parce qu’ils ont tous nié leur religion et tout le reste. J’ai été élevée dans la religion catholique. Je ressens définitivement encore ce traumatisme juif en moi. Je me sens parfois persécutée et je dois me dire 'Ce n’est pas toi'. Je n’ai pas été persécutée. C’est quelque chose que mon arbre généalogique a traversé. ».

### Mort de son père
À l'âge de cinq ans, son père meurt soudainement d'une rupture d'anévrisme. Ayant été une témoin direct, Soko est durablement marquée par cette expérience. Cette vision de la mort la pousse à devenir dans un premier temps végétarienne dès cet âge, puis végane quelques années plus tard,.

### Carrière dans le théâtre
Elle commence très tôt le théâtre et quitte le domicile familial bordelais pour Paris à l'âge de 16 ans,.
Elle commence au cinéma dans le film d'adolescentes Mes copines de Sylvie Ayme en 2006 avec Léa Seydoux. Elle apparaît également dans le film Dans les cordes de Magaly Richard-Serrano, où elle joue une boxeuse. Elle décroche également un rôle secondaire dans À l'origine (In the Beginning) en 2009, film de Xavier Giannoli, qui lui vaut le César du meilleur espoir féminin en 2010.

### Not SoKute
Elle rencontre ensuite le guitariste de Jean-Louis Aubert, Thomas Semence, avec qui elle produit en 2007 Not SoKute, un EP comprenant cinq titres, dont le single I’ll Kill Her. Ce premier EP de Soko a été disponible en distribution numérique via Believe Digital, du 20 avril 2007 au 12 novembre 2008.[réf. nécessaire]
Le morceau I'll kill her s'est d'abord fait connaître au Danemark après que la radio P3 l'a fait passer en boucle dans l'émission De sorte spejdere : le titre devient no 1 des ventes de l'ITunes store dans ce pays. Il est aussi devenu un tube en Australie sur Triple J, en Belgique sur Studio Brussel, Radio 1 et Pure FM et aux Pays-Bas sur 3FM. La même année, Stella McCartney y a eu recours pour son défilé de mode à Paris. La chanteuse dit depuis détester le tube qui l'a rendue célèbre, jusqu'à afficher sur sa page MySpace « Soko is dead » pour quelque temps.
Elle a fait les premières parties de M.I.A. dans sa tournée de 2007. Elle a joué au Printemps de Bourges le 19 avril 2008 ; elle était annoncée, durant l'été 2008, dans des festivals français : les Eurockéennes, les Francofolies, Sédières et à l'étranger : The Great Escape, le Paléo en Suisse, le Festival de l'île de Wight, Pukkelpop en Belgique, Dockville en Allemagne, etc.
Soko fait une apparition dans le second album de I'm from Barcelona, Who Killed Harry Houdini? (sorti en 2008), sur la chanson Gunhild, et a participé à quelques dates de leur tournée en novembre 2008.
En 2009, elle pense se retirer quelque temps du monde de la musique. Elle a depuis signé chez Because Music (France).

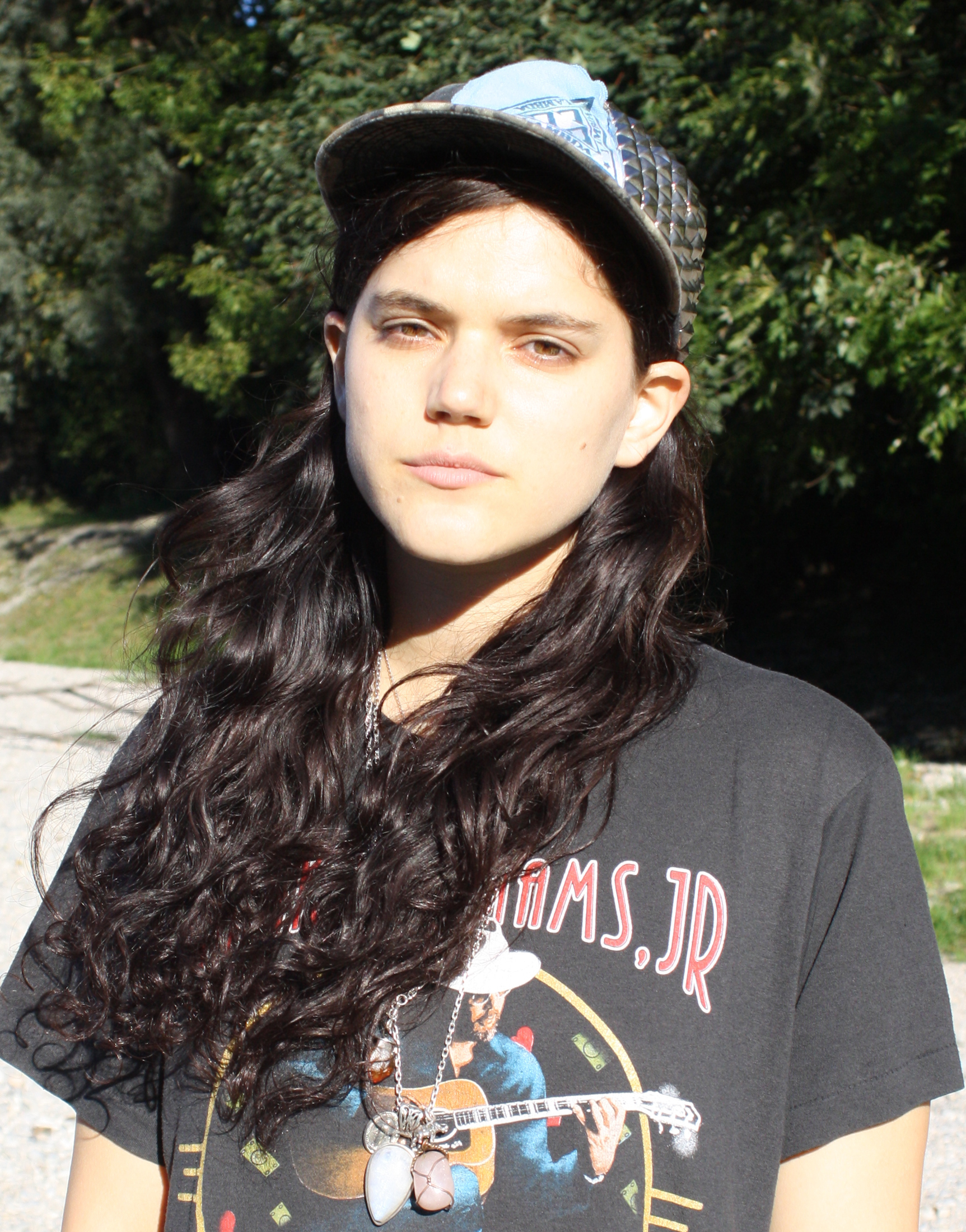
Soko à Munich en 2012.

En 2011, elle travaille avec le groupe britannique Cornershop sur le single « Something Makes You Feel Like », ainsi qu'avec le groupe the Go! Team sur l'album Rolling Blackouts. En septembre 2011, lors du festival We love green, elle rejoint Pete Doherty pour interpréter en duo Albion et Can’t Stand Me Now des Libertines. La même année, elle apparaît dans le court métrage Mourir Auprès de toi écrit par Spike Jonze.

### 2012
Le 20 février 2012 sort l'album I Thought I Was An Alien. Co-produit par Fritz Michaud, il comporte quinze titres dont le single « We Might Be Dead by Tomorrow », qui a culminé à la neuvième place du Billboard Hot 100. Le single éponyme de l'album, sorti en octobre 2011, est accompagné d'un vidéoclip.
En mars 2012 sortent le second single tiré de l'album ainsi qu’un nouveau clip : First Love Never Die, suivi au mois de mai de la vidéo de How are you? puis celle illustrant le titre We Might Be Dead By Tomorrow. Une tournée française, mais aussi internationale (Angleterre, États-Unis, Allemagne…) suit la sortie de l'album.
Parallèlement à sa carrière musicale, elle se forme en tant qu'actrice au Cours Eva Saint Paul.[réf. nécessaire] Elle tourne dans plusieurs films et téléfilms, notamment dans Clara, cet été là dans lequel elle tient un rôle lesbien[réf. nécessaire], et retrouve un rôle de premier plan dans le même registre en 2012 dans Bye Bye Blondie de Virginie Despentes, des rôles qui reflètent sa propre pansexualité. Elle se fait surtout connaître en 2012 dans Augustine, le premier film d'Alice Winocour avec Vincent Lindon. Elle y joue le rôle d'une hystérique en 1885 qui rencontre le professeur Jean-Martin Charcot. Elle a « harcelé la prod » du film pendant huit mois pour obtenir le rôle car la réalisatrice voulait à l’origine une actrice inexpérimentée. Toujours en 2012, elle joue dans Bye Bye Blondie, de Virginie Despentes, où elle joue le double jeune et punk de Béatrice Dalle.

### 2013
En 2013, dans Les Interdits, elle part à Odessa en 1982 pour rentrer en contact avec des refuzniks.[réf. nécessaire]

### Vibes
En 2014, elle produit un album à Los Angeles avec Ross Robinson. La même année elle apparait sur le titre Smoke présent sur l'album Vibes de Theophilus London, tandis que sa  chanson « We Might Be Dead by Tomorrow » a été présentée dans la courte vidéo de Tatia Pilieva First Kiss. Elle était également l’un des vingt sujets de la vidéo. Après que First Kiss soit devenu viral sur YouTube, la chanson a fait ses débuts au numéro 9 dans le Billboard Hot 100 et au numéro 1 sur le Billboard Streaming Songs chart,. Elle apparaît également dans le clip de la chanson « Jealous » du groupe électro-funk canadien Chromeo. Elle travaille également avec Ariel Pink sur son album Pom Pom.

### My Dreams Dictate My Reality
En 2015 sort l'album My Dreams Dictate My Reality.  La sortie de l'album est financée via des activités qu'elle propose via des services à la demande (pyjama party, animation de mariage, etc). La même année, elle chante sur le titre Philadelphie Story extrait de l'album Musique De Film Imaginé du groupe The Brian Jonestown Massacre.

### 2016
En 2016, Soko interprète le rôle principal de Loïe Fuller dans La Danseuse. La même année, elle interprète dans  Voir du pays de Delphine et Muriel Coulin, le rôle de Marine, une militaire accompagnée de sa camarade Aurore (Ariane Labed) passant un congé à Chypre après avoir terminé leur mission en Afghanistan et commençant à développer un stress post-traumatique,.

### 2017
En février 2017, elle sort son nouveau clip Sweet sounds of Ignorance et elle collabore avec Residente sur une chanson intitulée « Desencuentro » pour son premier album solo. Pour ce clip, elle a travaillé avec l'actrice Margaret Qualley et sa sœur Rainey Qualley.
En janvier 2018, elle reprend Diabolo Menthe, une chanson d'Yves Simon. Le titre est produit par Sean Lennon et c'est le premier dans lequel elle chante en français.

### Feel Feeling
En 2020, elle sort son troisième album Feel Feeling. En raison de la pandémie de Covid-19, elle en fait la promotion chez elle.
La même année, elle joue le personnage d'Aude dans le film A Good Man de Marie-Castille Mention-Schaar.
En 2021, elle participe à la 74e cérémonie du Festival de Cannes.

## Vie privée
Soko est végane et adhère au mouvement Straight edge.
Elle se présente comme « agoraphobe, ultra-solitaire, hyperactive et dyslexique ».
En 2008, Soko déménage de Paris à Los Angeles,.
Dans les années 2010, Soko s'identifiait comme pansexuelle. Dans une interview accordée en mars 2016 à W Magazine, elle a déclaré : « J’ai toujours été ouverte avec ma sexualité, ce qui signifie que je ne me soucie pas vraiment du genre ». Soko s'est identifiée comme queer et non plus bisexuelle dans une interview pour le site britannique The Nue Co. le 26 juin 2020. Elle dit: « Je me disais alors bisexuelle. "Queer" n'était pas encore une option. Et lentement, j'ai réalisé que sortir avec des femmes me faisait me sentir tellement plus moi-même, moins opprimée, plus égale et plus autonome. ».
En 2016, elle a été en couple avec l'actrice américaine Kristen Stewart,. Le 5 mai 2016, US Weekly confirme que Stewart et Soko se sont séparées après quelques mois de relation.
Le 30 octobre 2018, elle accouche de son premier enfant, un fils prénommé Indigo Blue Honey. Elle vit alors avec Stella Leoni,,. Le chanteur australien Nick Cave est le parrain de leur fils.

## Sur scène
En tant qu’interprète en direct, elle est imprévisible et n’utilise jamais de set list; son groupe d’accompagnement se compose principalement de différents amis-musiciens à chaque spectacle. Elle joue parfois jusqu’à 3 heures seule, dans des lieux intimes et calmes.

## Style musical

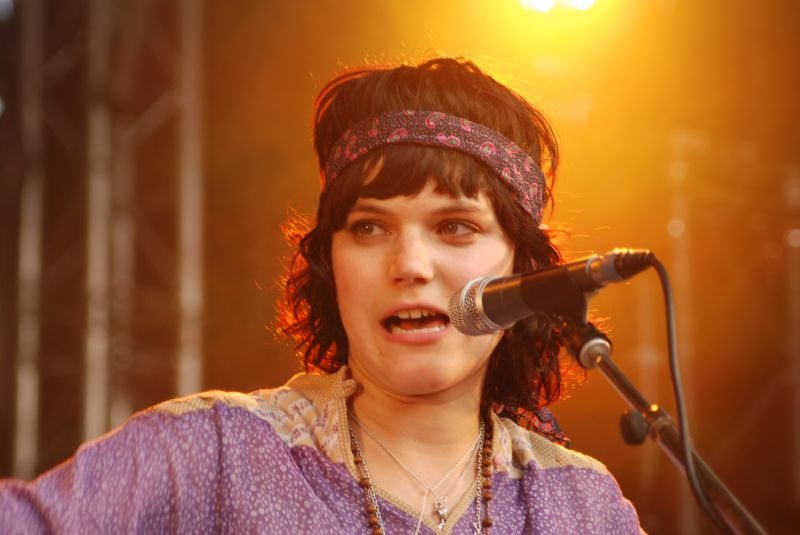
Soko aux Eurockéennes en 2008.

Elle chante principalement en anglais car elle écoute toujours des chansons dans cette langue.
Dans une interview donné au magazine Rookie, elle déclare : « J’ai réalisé tous mes clips et expérimentations avec la VHS. Cela ressemble directement à des ordures des années 80 ou 90. Tout de suite, vous obtenez l’ambiance, sans avoir à faire de correction des couleurs ou d’effets. »
Elle aime utiliser une guitare baryton. Elle déclare aimer chanter dans les églises.

## Rumeurs autour de sa mort
Le 19 janvier 2009, Sokolinski a déclaré sur sa page Myspace qu’elle quittait la musique et qu’elle était « morte », écrivant qu’elle avait peur de l’industrie de la musique et qu’elle voulait revenir à la comédie. Bien qu’elle ait enregistré un double album à Seattle, elle n’était pas disposée à le sortir. En août de la même année, elle déclare qu’elle « renaît » et écrit des chansons telles que « I’m So Ready to Be a Good Man » où elle écrit :
« Dans ma bataille contre les démons, j’ai juste dû mourir parce qu’ils sont beaucoup trop méchants et que je ne pouvais pas me battre »
Elle a ensuite évoqué la pression de l’industrie de la musique, avant de déclarer qu’elle « avait un nouveau cœur et était prête à être un homme nouveau ».
En août 2011, Soko a annoncé la sortie de son premier album I Thought I Was an Alien le 6 février 2012.

## Notoriété

### Mode
Elle devient en 2014 l'égérie de la marque WREN et en 2015 l'égérie de la marque Just cavalli. Elle présente aussi la collection Pride 2022 de la marque COS.

### Presse écrite
En 2015, elle fait la couverture du no 2 de la revue lesbienne Well Well Well,.

## Discographie

### Albums studio
- 2011 : I Thought I Was An Alien
- 2015 : My Dreams Dictate My Reality
- 2020 : Feel Feelings

### EP
- 2007 : Not Sokute

### Singles
- 2007 : I'll Kill Her
- 2011 : I Thought I Was An Alien
- 2012 : First Love Never Die
- 2012 : We Might Be Dead By Tomorrow
- 2014 : Love Letter
- 2015 : Who Wears The Pants??
- 2015 : Ocean Of Tears
- 2017 : Sweet Sound Of Ignorance
- 2018 : Diabolo Menthe
- 2020 : Being Sad Is Not A Crime
- 2020 : Are You A Magician?
- 2020 : Blasphémie
- 2020 : Oh, To Be A Rainbow!
- 2020 : Looking For Love

## Filmographie

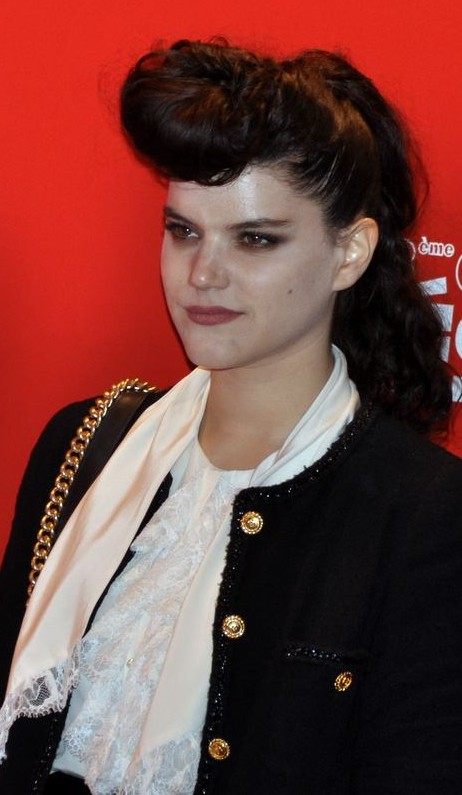
Soko en 2013 à la 38e cérémonie des César.

### Cinéma

#### Longs métrages
- 2004 : Au secours, j'ai 30 ans ! de Marie-Anne Chazel : Chloé
- 2005 : Palais royal ! de Valérie Lemercier : la coiffeuse (scènes coupées)
- 2006 : Les Irréductibles de Renaud Bertrand : Lucie
- 2006 : Mes copines de Sylvie Ayme : Manon
- 2006 : Madame Irma de Didier Bourdon : la cliente lycéenne
- 2006 : Dans les cordes de Magaly Richard-Serrano : Sandra
- 2007 : Ma place au soleil d’Éric de Montalier : Sabine
- 2007 : Ma vie n'est pas une comédie romantique de Marc Gibaja : Lisa
- 2009 : À l'origine de Xavier Giannoli : Monika
- 2012 : Bye Bye Blondie de Virginie Despentes : Gloria (jeune)
- 2012 : Augustine d’Alice Winocour : Augustine
- 2013 : Les Interdits de Philippe Kotlarski et Anne Weil : Carole
- 2013 : Her de Spike Jonze : Isabella (voix)
- 2015 : Always Worthy de Marianna Palka : Alvin
- 2016 : Voir du pays de Muriel et Delphine Coulin : Marine
- 2016 : La Danseuse de Stéphanie Di Giusto : Loïe Fuller
- 2018 : Le Déserteur (La Grande Noirceur) de Maxime Giroux : Rosie
- 2020 : A Good Man de Marie-Castille Mention-Schaar : Aude
- 2020 : Si je t'oublie... je t'aime (Little Fish) de Chad Hartigan : Samantha

- 2021 : Mayday de Karen Cinorre : Gert
- 2024 : Something's More Than One Thing de Jay Alvarez : Amber
- 2024 : Schirkoa : la cité des fables (Schirkoa : In Lies We Trust) d'Ishan Shukla : 33F (voix)

#### Courts métrages
- 2003 : L'Escalier de Frédéric Mermoud : Béa
- 2004 : Ben et Thomas de Jon Carnoy : la première fille
- 2005 : Poesie del Amor d’Olivier Vidal : Margot
- 2006 : Oh ! Ma femme d'Olivier Dujols : Clémentine
- 2011 : Mourir auprès de toi de Spike Jonze : Mina (voix)
- 2012 : Fat Bottomed Girls Rule the World de Flora Desprats : Joséphine
- 2012 : The American Tetralogy de Philippe Terrier-Hermann : la sans-abri sexy
- 2014 : First Kiss de Tatia Pllieva : l'embrasseuse de Marianna Palka
- 2015 : I Still Chose to Stay de Nathalie Christmas : la femme
- 2015 : Hi, How are you Daniel Johnston ? de Gabriel Sunday : le rêve Laurie
- 2017 : Her-Story de Iango Henzi et Luigi Murenu

### Télévision
- 2003 : Action Justice (série télévisée), épisode 3 Déclaré coupable : Léa Franqui
- 2003 : PJ (série télévisée), épisode 9 Assaut : Anouchka
- 2004 : Clara, cet été là (téléfilm) de Patrick Grandperret : Zoé
- 2005 : On s'appelle (série télévisée), 4 épisodes : Clara
- 2005-2008 : Commissaire Valence (série télévisée), 4 épisodes : Camille Valence
- 2006 : Louis Page (série télévisée), épisode 18 Un rebelle dans la famille : Lydia
- 2007 : Les Diablesses (téléfilm) de Harry Cleven : Eliane/Denise
- 2008 : Adrien (téléfilm) de Pascale Bailly : Sandra
- 2021 : The Blazing World (téléfilm) de Carlson Young : Margot
- 2021 : The Premise (série télévisée), épisode 4 The Commenter : Beth
- 2023 : The Seeding (téléfilm) de Barnaby Clay : la randonneuse
- 2024 : Enquêtes à la une (Deadline) (série télévisée) : Marion Beauvoir

### Doublage
- 2017 : Valérian et la Cité des mille planètes de Luc Besson : Laureline (Cara Delevingne)

## Distinctions

### Récompenses
- Festival du film de Cabourg 2012 : Swann d'or de la révélation féminine pour Bye Bye Blondie
- Festival international du film de Mar del Plata 2012 : Meilleure actrice pour Augustine
- Women Film Critics Circle Awards 2013 : « Courage in Acting Award » pour Augustine

### Nominations
- César 2010 : César du meilleur espoir féminin pour À l'origine[48]
- Prix Lumières 2013 : Prix Lumières du meilleur espoir féminin pour Augustine
- Prix Romy-Schneider 2013
- César 2017 : César de la meilleure actrice pour La Danseuse